# Bianka Mikołajewska
Bianka Magdalena Mikołajewska (ur. 1975) – polska dziennikarka, w latach 2000–2013 dziennikarka tygodnika „Polityka”, potem – do 2016 dziennikarka „Gazety Wyborczej”, następnie od 2016 do 2022 dziennikarka śledcza OKO.press. Od 2022 związana z Wirtualną Polską.
Nominowana do szeregu nagród dziennikarskich. Laureatka Nagrody im. Andrzeja Woyciechowskiego (2015) oraz nagrody w konkursie miesięcznika „Press” dla Dziennikarza Roku (2016). Wcześniej działaczka samorządowa, w latach 1998–2001 radna Rady Miejskiej w Łodzi.

## Życiorys
Dzieciństwo i młodość spędziła w Łodzi. Absolwentka XXIV Liceum Ogólnokształcącego im. Marii Skłodowskiej-Curie w Łodzi (uczęszczała tam w latach 1990–1994). Studiowała na Uniwersytecie Łódzkim. W 1998 została radną Rady Miejskiej w Łodzi z listy SLD. Latem 2001 odeszła z klubu radnych Sojuszu, po sporach dotyczących zgód na lokalizację w Łodzi nowych hipermarketów. W październiku tego samego roku, w związku z decyzją o wyborze zawodu dziennikarza i przeprowadzką do Warszawy zrezygnowała z mandatu. W latach 2000–2013 była dziennikarką „Polityki”, zajmowała się w tygodniku tematyką śledczą, polityczną i gospodarczą. Potem – do 2016 roku – związana z „Gazetą Wyborczą”. Autorka m.in. wieloletniego cyklu artykułów o nieprawidłowościach w systemie SKOK-ów (publikowanych w „Polityce” i „Gazecie Wyborczej”), tekstów o policyjnej inwigilacji uczestników protestów przeciwko wprowadzanym przez PiS zmianom w sądownictwie (w OKO.press), artykułów o działalności i finansowaniu organizacji narodowców, dziennikarskich raportów o finansowaniu przedsięwzięć o. Tadeusza Rydzyka i o wynagrodzeniach ludzi powiązanych z obozem „Dobrej Zmiany” w giełdowych spółkach, których akcjonariuszem jest państwo, a także licznych tekstów o nadużyciach władzy, nepotyzmie i kolesiostwie rządzących.
W czerwcu 2016 została zastępczynią redaktora naczelnego i szefową zespołu śledczego portalu internetowego OKO.press, którego wydawcą jest Fundacja Ośrodek Kontroli Obywatelskiej „Oko”. W redakcji pracowała do 2022.
1 lipca 2022 dołączyła do redakcji Wirtualnej Polski. Do jej zadań należy przygotowywanie tekstów śledczych, wywiadów i reportaży. W marcu 2023 objęła także funkcję szefowej WP Magazynu.
W latach 2021–2022 była jedną z prowadzących popołudniowe wywiady na antenie radia RMF FM.

## Życie prywatne
Była żoną Piotra Niemczyka, rozwiedli się ok. 2019 roku.

## Nagrody dziennikarskie
- 2002: nominacja do nagrody Grand Press w kategorii publicystyka za raport o nieprawidłowościach w działalności syndyków;
- 2004: nominacja do nagrody Grand Press w kategorii publicystyka za raport o nadużyciach komorników;
- 2005: wyróżnienie w konkursie Stowarzyszenia Dziennikarzy Polskich za teksty o tematyce społecznej;
- 2005: Nagroda „Watergate” Stowarzyszenia Dziennikarzy Polskich za materiały o Spółdzielczych Kasach Oszczędnościowo-Kredytowych (SKOK);
- 2005: nagroda Grand Press w kategorii Dziennikarstwo specjalistyczne za cykl tekstów o SKOK-ach;
- 2005: nominacja do nagrody Grand Press w kategorii publicystyka za tekst „Bracia spod znaku Bliźniąt” o relacji łączącej braci Lecha i Jarosława Kaczyńskich;
- 2005: nagroda „Gazety Prawnej” dla dziennikarzy zajmujących się tematyką prawną;
- 2005: trzecia nagroda w konkursie Fundacji im. Stefana Batorego „Tylko ryba nie bierze”;
- 2006: nominacja do nagrody Grand Press w kategorii dziennikarstwo śledcze;
- 2009: wyróżnienie Stowarzyszenia Dziennikarzy Polskich Nagroda Watergate, za artykuł „Biznesmeni z komendy” o biznesach związkowców z Komendy Stołecznej Policji[13];
- 2010: wyróżnienie Stowarzyszenia Dziennikarzy Polskich w kategorii tekstów o tematyce społecznej, za artykuł o tym, jak dzieci – przeważnie bez wiedzy rodziców – zarabiają pieniądze;
- 2012: Laureatka Nagrody specjalnej X Edycji Konkursu im. Władysława Grabskiego dla dziennikarzy ekonomicznych[14];
- 2015: Nagroda Specjalna im. Dariusza Fikusa za „dziennikarstwo śledcze najwyższej próby”[15];
- 2015: Nagroda Radia ZET im. Andrzeja Woyciechowskiego za cykl artykułów poświęconych nieprawidłowościom i patologiom systemu SKOK-ów, które zostały opublikowane w „Gazecie Wyborczej”[16];
- 2016: Dziennikarz Roku 2016, nagroda miesięcznika „Press”[17] przyznawana w głosowaniu redakcji z całej Polski;
- 2016: nominacja do nagrody Grand Press w kategorii News za tekst „Fundusz Ochrony Środowiska Szyszki”;
- 2018: nominacja do nagrody Grand Press w kategorii News za cykl o tym jak policja w 2017 r. inwigilowała uczestników protestów przeciwko niszczeniu sądownictwa przez rząd PiS;
- 2018: nominacja do Nagrody Radia Zet za cykl tekstów o inwigilacji uczestników protestów w 2017 roku;
- 2019: Nagroda Specjalna Radia Zet im. Andrzeja Woyciechowskiego dla “Dziennikarza Dekady” (laureatami nagrody zostali również Adam Pieczyński z TVN24 i Paweł Reszka z „Polityki”);
- 2021: nominacja do nagrody Grad Press w kategorii News za cykl „Narodowcy od Bąkiewicza z 3 milionami dotacji z rządowego funduszu”[18];
- 2022: nominacja do nagrody Grand Press w kategorii Dziennikarstwo specjalistyczne i nowe formy dziennikarstwa za cykl „Klub milionerów Dobrej Zmiany” o wynagrodzeniach ludzi związanych z PiS w giełdowych spółkach, których akcjonariuszem jest państwo;
- 2023: finalistka Nagrody Dziennikarstwa Ekonomicznego przyznawanej przez Press Club Polska, za cykl „Klub milionerów Dobrej Zmiany”